# 유럽인권법원

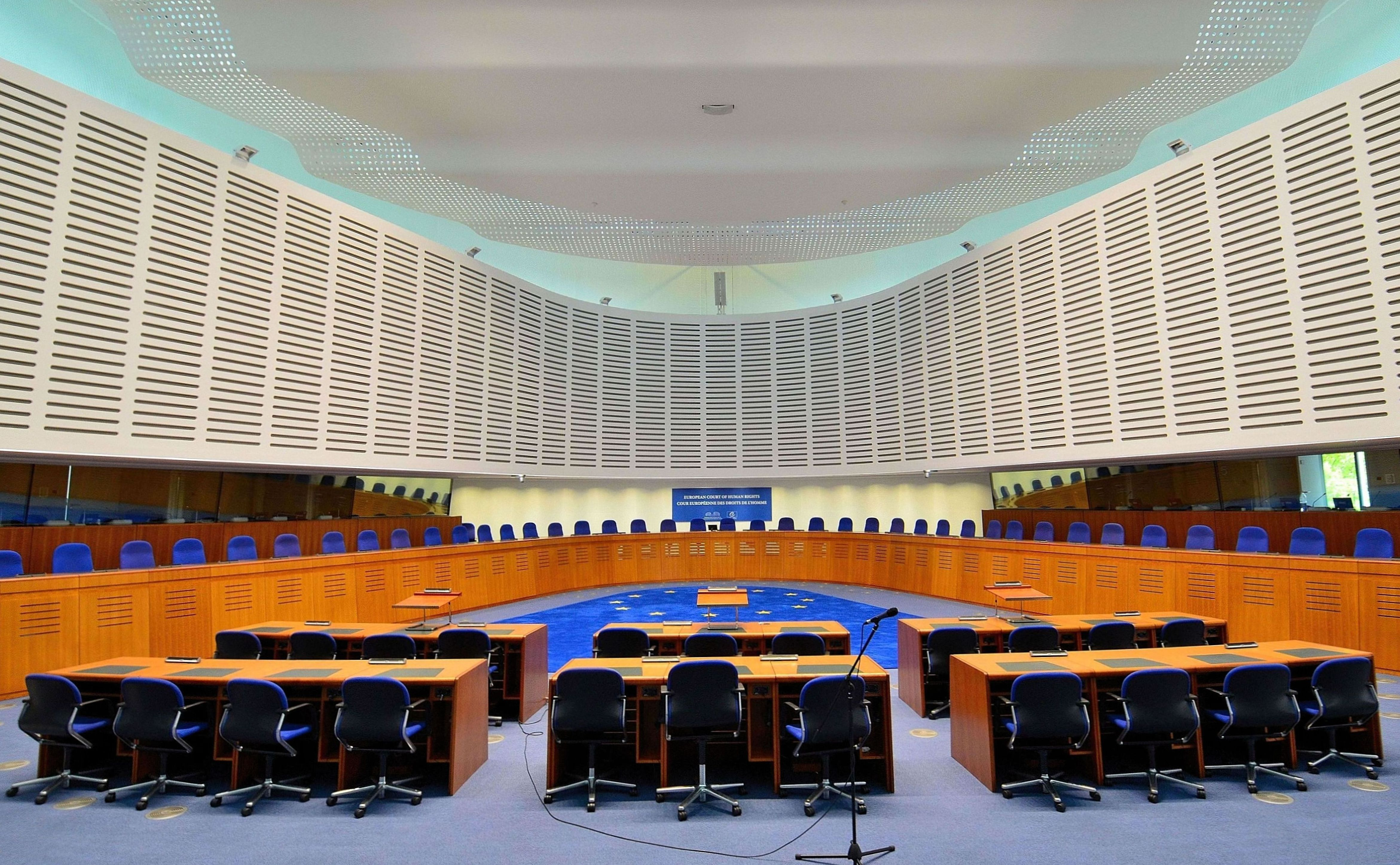
유럽인권법원 법정.

유럽 인권 법원(ECtHR, 영어: European Court of Human Rights, 프랑스어: Cour européenne des droits de l’homme)은 유럽인권조약에 의해 설립된 초국가적 또는 국제사법기관이다.
총 47개의 회원국들이 있으며, 회원국은 판결을 이행할 의무가 있다. 이 법원은 프랑스 스트라스부르에 위치해 있다.

## 역사
이 법원은 1959년 1월 21일 유럽인권조약에 의해 설립되었으며, 당시 유럽 평의회의 최초 구성원들이 선출되었다.
1998년 11월 1일 이 법원은 조약이 개정되면서 상설 조직인 인권 구제 기관이 되었다.

## 같이 보기
- 유럽의 인권
- 유럽인권기구